# Liste der Generale der Konföderierten im Sezessionskrieg
Die Liste der Generale der Konföderierten Staaten von Amerika im Sezessionskrieg führt jene Offiziere auf, die im Range eines Generals im konföderierten Heer dienten.

## A
- Adams, Daniel Weisiger (1821–1872), Brigadegeneral
- Adams, John (1825–1864), Brigadegeneral
- Adams, William Wirt (1819–1888), Brigadegeneral
- Alexander, Edward Porter (1835–1910), Brigadegeneral
- Allen, Henry Watkins (1820–1866), Brigadegeneral
- Allen, William Wirt (1835–1894), Generalmajor
- Anderson, George Burgwyn (1831–1862), Brigadegeneral
- Anderson, George Thomas (1824–1901), Brigadegeneral
- Anderson, James Patton (1822–1872), Generalmajor
- Anderson, Joseph Reid (1813–1892), Brigadegeneral
- Anderson, Richard Heron (1821–1879), Generalleutnant
- Anderson, Robert Houston (1835–1888), Brigadegeneral
- Anderson, Samuel Read (1804–1883), Brigadegeneral
- Archer, James Jay (1817–1864), Brigadegeneral
- Armistead, Lewis Addison (1817–1863), Brigadegeneral
- Armstrong, Frank Crawford (1835–1909), Brigadegeneral

## B
- Baker, Alpheus (1828–1891), Brigadegeneral
- Baker, Laurence Simmons (1830–1907), Brigadegeneral
- Baldwin, William Edwin (1827–1864), Brigadegeneral
- Barksdale, William (1821–1863), Brigadegeneral
- Barringer, Rufus (1821–1895), Brigadegeneral
- Barry, John Decatur (1839–1867), Brigadegeneral
- Barton, Seth Maxwell (1829–1900), Brigadegeneral
- Bate, William Brimage (1826–1905), Generalmajor
- Battle, Cullen Andrews (1829–1905), Brigadegeneral
- Beale, Richard Lee Turberville (1819–1893), Brigadegeneral
- Beall, William Nelson Rector (1825–1883), Brigadegeneral
- Beauregard, Pierre Gustave Toutant (1818–1893), General
- Bee, Barnard Elliott (1824–1861), Brigadegeneral
- Bee, Hamilton Prioleau (1822–1897), Brigadegeneral
- Bell, Tyree Harris (1815–1902), Brigadegeneral
- Benning, Henry Lewis (1814–1875), Brigadegeneral
- Benton, Samuel (1820–1864), Brigadegeneral
- Blanchard, Albert Gallatin (1810–1891), Brigadegeneral
- Boggs, William Robertson (1829–1911), Brigadegeneral
- Bonham, Milledge Luke (1813–1890), Brigadegeneral
- Bowen, John Stevens (1830–1863), Generalmajor
- Bragg, Braxton (1817–1876), General
- Branch, Lawrence O’Bryan (1820–1862), Brigadegeneral
- Brandon, William Lindsay (1802–1890), Brigadegeneral
- Brantley, William Felix (1830–1870), Brigadegeneral
- Bratton, John (1831–1898), Brigadegeneral
- Breckinridge, John Cabell (1821–1875), Generalmajor
- Brevard, Theodore Washington (1835–1882), Brigadegeneral
- Brown, John Calvin (1827–1889), Generalmajor
- Bryan, Goode (1811–1885), Brigadegeneral
- Buckner, Simon Bolivar (1823–1914), Generalleutnant
- Buford, Abraham (1820–1884), Brigadegeneral
- Bullock, Robert (1828–1905), Brigadegeneral
- Butler, Matthew Calbraith (1836–1909), Generalmajor

## C
- Cabell, William Lewis (1827–1911), Brigadegeneral
- Campbell, Alexander William (1828–1893), Brigadegeneral
- Cantey, James (1818–1874), Brigadegeneral
- Capers, Ellison (1837–1908), Brigadegeneral
- Carroll, William Henry (1810–1868), Brigadegeneral
- Carter, John Carpenter (1837–1864), Brigadegeneral
- Chalmers, James Ronald (1831–1898), Brigadegeneral
- Chambliss, John Randolph jr. (1833–1864), Brigadegeneral
- Cheatham, Benjamin Franklin (1820–1886), Generalmajor
- Chesnut, James jr. (1815–1885), Brigadegeneral
- Chilton, Robert Hall (1815–1879), Brigadegeneral
- Churchill, Thomas James (1824–1905), Generalmajor
- Clanton, James Holt (1827–1871), Brigadegeneral
- Clark, Charles (1811–1877), Brigadegeneral
- Clark, John Bullock jr. (1831–1903), Brigadegeneral
- Clayton, Henry DeLamar (1827–1889), Generalmajor
- Cleburne, Patrick Ronayne (1828–1864), Generalmajor
- Clingman, Thomas Lanier (1812–1897), Brigadegeneral
- Cobb, Howell (1815–1868), Generalmajor
- Cobb, Thomas Reade Rootes (1823–1862), Brigadegeneral
- Cocke, Philip St. George (1809–1861), Brigadegeneral
- Cockrell, Francis Marion (1834–1915), Brigadegeneral
- Colquitt, Alfred Holt (1824–1894), Brigadegeneral
- Colston, Raleigh Edward (1825–1896), Brigadegeneral
- Conner, James (1829–1883), Brigadegeneral
- Cook, Philip (1817–1894), Brigadegeneral
- Cooke, John Rogers (1833–1891), Brigadegeneral
- Cooper, Douglas Hancock (1815–1879), Brigadegeneral
- Cooper, Samuel (1798–1876), General
- Corse, Montgomery Dent (1816–1895), Brigadegeneral
- Cosby, George Blake (1830–1909), Brigadegeneral
- Cox, William Ruffin (1832–1919), Brigadegeneral
- Crittenden, George Bibb (1812–1880), Generalmajor
- Cumming, Alfred (1829–1910), Brigadegeneral

## D
- Daniel, Junius (1828–1864), Brigadegeneral
- Davidson, Henry Brevard (1831–1899), Brigadegeneral
- Davis, Joseph Robert (1825–1896), Brigadegeneral
- Davis, William George Mackey (1812–1898), Brigadegeneral
- Dearing, James (1840–1865), Brigadegeneral
- Deas, Zachariah Cantey (1819–1882), Brigadegeneral
- De Lagnel, Julius Adolph (1827–1912), Brigadegeneral
- Deshler, James (1833–1863), Brigadegeneral
- Dibrell, George Gibbs (1822–1888), Brigadegeneral
- Dockery, Thomas Pleasant (1833–1898), Brigadegeneral
- Doles, George Pierce (1830–1864), Brigadegeneral
- Donelson, Daniel Smith (1801–1863), Generalmajor
- Drayton, Thomas Fenwick (1808–1891), Brigadegeneral
- DuBose, Dudley McIver (1834–1883), Brigadegeneral
- Duke, Basil Wilson (1838–1916), Brigadegeneral
- Duncan, Johnson Kelly (1827–1862), Brigadegeneral
- Dunovant, John (1825–1864), Brigadegeneral

## E
- Early, Jubal Anderson (1816–1894), Generalleutnant
- Echols, John (1823–1896), Brigadegeneral
- Ector, Mathew Duncan (1822–1879), Brigadegeneral
- Elliott, Stephen jr. (1830–1866), Brigadegeneral
- Elzey, Arnold (1816–1871), Generalmajor
- Evans, Clement Anselm (1833–1911), Brigadegeneral
- Evans, Nathan George (1824–1868), Brigadegeneral
- Ewell, Richard Stoddert (1817–1872), Generalleutnant

## F
- Fagan, James Fleming (1828–1893), Generalmajor
- Featherston, Winfield Scott (1820–1891), Brigadegeneral
- Ferguson, Samuel Wragg (1834–1917), Brigadegeneral
- Field, Charles William (1828–1892), Generalmajor
- Finegan, Joseph (1814–1885), Brigadegeneral
- Finley, Jesse Johnson (1812–1904), Brigadegeneral
- Floyd, John Buchanan (1806–1863), Generalmajor
- Forney, John Horace (1829–1902), Generalmajor
- Forney, William Henry (1823–1894), Brigadegeneral
- Forrest, Nathan Bedford (1821–1877), Generalleutnant
- Frazer, John Wesley (1827–1906), Brigadegeneral
- French, Samuel Gibbs (1818–1910), Generalmajor
- Frost, Daniel Marsh (1823–1900), Brigadegeneral
- Fry, Birkett Davenport (1822–1891), Brigadegeneral

## G
- Gano, Richard Montgomery (1830–1913), Brigadegeneral
- Gardner, Franklin (1823–1873), Generalmajor
- Gardner, William Montgomery (1824–1901), Brigadegeneral
- Garland, Samuel jr. (1830–1862), Brigadegeneral
- Garnett, Richard Brooke (1817–1863), Brigadegeneral
- Garnett, Robert Selden (1819–1861), Brigadegeneral
- Garrott, Isham Warren (1816–1863), Brigadegeneral
- Gartrell, Lucius Jeremiah (1821–1891), Brigadegeneral
- Gary, Martin Witherspoon (1831–1881), Brigadegeneral
- Gatlin, Richard Caswell (1809–1896), Brigadegeneral
- Gholson, Samuel Jameson (1808–1883), Brigadegeneral
- Gibson, Randall Lee (1832–1892), Brigadegeneral
- Gilmer, Jeremy Francis (1818–1883), Generalmajor
- Girardey, Victor Jean Baptiste (1837–1864), Brigadegeneral
- Gist, States Rights (1831–1864), Brigadegeneral
- Gladden, Adley Hogan (1810–1862), Brigadegeneral
- Godwin, Archibald Campbell (1831–1864), Brigadegeneral
- Goggin, James Monroe (1820–1889), Brigadegeneral
- Gordon, George Washington (1836–1911), Brigadegeneral
- Gordon, James Byron (1822–1864), Brigadegeneral
- Gordon, John Brown (1832–1904), Generalmajor
- Gorgas, Josiah (1818–1883), Brigadegeneral
- Govan, Daniel Chevilette (1829–1911), Brigadegeneral
- Gracie, Archibald jr. (1832–1864), Brigadegeneral
- Granbury, Hiram Bronson (1831–1864), Brigadegeneral
- Gray, Henry (1816–1892), Brigadegeneral
- Grayson, John Breckinridge (1806–1861), Brigadegeneral
- Green, Martin Edwin (1815–1863), Brigadegeneral
- Green, Thomas (1814–1864), Brigadegeneral
- Greer, Elkanah Brackin (1825–1877), Brigadegeneral
- Gregg, John (1828–1864), Brigadegeneral
- Gregg, Maxcy (1814–1862), Brigadegeneral
- Griffith, Richard (1814–1862), Brigadegeneral
- Grimes, Bryan (1828–1880), Generalmajor

## H
- Hagood, Johnson (1829–1898), Brigadegeneral
- Hampton, Wade III. (1818–1902), Generalleutnant
- Hanson, Roger Weightman (1827–1863), Brigadegeneral
- Hardee, William Joseph (1815–1873), Generalleutnant
- Hardeman, William Polk (1816–1898), Brigadegeneral
- Harris, Nathaniel Harrison (1834–1900), Brigadegeneral
- Harrison, James Edward (1815–1875), Brigadegeneral
- Harrison, Thomas (1823–1891), Brigadegeneral
- Hatton, Robert Hopkins (1826–1862), Brigadegeneral
- Hawes, James Morrison (1824–1889), Brigadegeneral
- Hawthorn, Alexander Travis (1825–1899), Brigadegeneral
- Hays, Harry Thompson (1820–1876), Generalmajor
- Hébert, Louis (1820–1901), Brigadegeneral
- Hébert, Paul Octave (1818–1880), Brigadegeneral
- Helm, Benjamin Hardin (1831–1863), Brigadegeneral
- Heth, Henry (1825–1899), Generalmajor
- Higgins, Edward (1821–1875), Brigadegeneral
- Hill, Ambrose Powell (1825–1865), Generalleutnant
- Hill, Benjamin Jefferson (1825–1880), Brigadegeneral
- Hill, Daniel Harvey (1821–1889), Generalleutnant
- Hindman, Thomas Carmichael (1828–1868), Generalmajor
- Hodge, George Baird (1828–1892), Brigadegeneral
- Hogg, Joseph Lewis (1806–1862), Brigadegeneral
- Hoke, Robert Frederick (1837–1912), Generalmajor
- Holmes, Theophilus Hunter (1804–1880), Generalleutnant
- Holtzclaw, James Thadeus (1833–1893), Brigadegeneral
- Hood, John Bell (1831–1879), General
- Huger, Benjamin (1805–1877), Generalmajor
- Humes, William Younger Conn (1830–1882), Brigadegeneral
- Humphreys, Benjamin Grubb (1808–1882), Brigadegeneral
- Hunton, Eppa (1822–1908), Brigadegeneral

## I
- Imboden, John Daniel (1823–1895), Brigadegeneral
- Iverson, Alfred jr. (1829–1911), Brigadegeneral

## J
- Jackson, Alfred Eugene (1807–1889), Brigadegeneral
- Jackson, Henry Rootes (1820–1898), Brigadegeneral
- Jackson, John King (1828–1866), Brigadegeneral
- Jackson, Thomas Jonathan (1824–1863), Generalleutnant
- Jackson, William Hicks (1835–1903), Brigadegeneral
- Jackson, William Lowther (1825–1890), Brigadegeneral
- Jenkins, Albert Gallatin (1830–1864), Brigadegeneral
- Jenkins, Micah (1835–1864), Brigadegeneral
- Johnson, Adam Rankin (1834–1922), Brigadegeneral
- Johnson, Bradley Tyler (1829–1903), Brigadegeneral
- Johnson, Bushrod Rust (1817–1880), Generalmajor
- Johnson, Edward (1816–1873), Generalmajor
- Johnston, Albert Sidney (1803–1862), General
- Johnston, George Doherty (1832–1910), Brigadegeneral
- Johnston, Joseph Eggleston (1807–1891), General
- Johnston, Robert Daniel (1837–1919), Brigadegeneral
- Jones, David Rumph (1825–1863), Generalmajor
- Jones, John Marshall (1820–1864), Brigadegeneral
- Jones, John Robert (1827–1901), Brigadegeneral
- Jones, Samuel (1819–1887), Generalmajor
- Jones, William Edmondson (1824–1864), Brigadegeneral
- Jordan, Thomas (1819–1895), Brigadegeneral

## K
- Kelly, John Herbert (1840–1864), Brigadegeneral
- Kemper, James Lawson (1823–1895), Generalmajor
- Kennedy, John Doby (1840–1896), Brigadegeneral
- Kershaw, Joseph Brevard (1822–1894), Generalmajor
- Kirkland, William Whedbee (1833–1915), Brigadegeneral

## L
- Lane, James Henry (1833–1907), Brigadegeneral
- Lane, Walter Paye (1817–1892), Brigadegeneral
- Law, Evander McIvor (1836–1920), Brigadegeneral
- Lawton, Alexander Robert (1818–1896), Brigadegeneral
- Leadbetter, Danville (1811–1866), Brigadegeneral
- Lee, Edwin Gray (1836–1870), Brigadegeneral
- Lee, Fitzhugh (1835–1905), Generalmajor
- Lee, George Washington Custis (1832–1913), Generalmajor
- Lee, Robert Edward (1807–1870), General
- Lee, Stephen Dill (1833–1908), Generalleutnant
- Lee, William Henry Fitzhugh (1837–1891), Generalmajor
- Leventhorpe, Collett (1815–1889), Brigadegeneral
- Lewis, Joseph Horace (1824–1904), Brigadegeneral
- Lewis, William Gaston (1835–1901), Brigadegeneral
- Liddell, St. John Richardson (1815–1870), Brigadegeneral
- Lilley, Robert Doak (1836–1886), Brigadegeneral
- Little, Lewis Henry (1817–1862), Brigadegeneral
- Logan, Thomas Muldrup (1840–1914), Brigadegeneral
- Lomax, Lunsford Lindsay (1835–1913), Generalmajor
- Long, Armistead Lindsay (1825–1891), Brigadegeneral
- Longstreet, James (1821–1904), Generalleutnant
- Loring, William Wing (1818–1886), Generalmajor
- Lovell, Mansfield (1822–1884), Generalmajor
- Lowrey, Mark Perrin (1828–1885), Brigadegeneral
- Lowry, Robert (1831–1910), Brigadegeneral
- Lyon, Hylan Benton (1836–1907), Brigadegeneral

## M
- Mackall, William Whann (1817–1891), Brigadegeneral
- MacRae, William (1834–1882), Brigadegeneral
- Magruder, John Bankhead (1807–1871), Generalmajor
- Mahone, William (1826–1895), Generalmajor
- Major, James Patrick (1836–1877), Brigadegeneral
- Maney, George Earl (1826–1901), Brigadegeneral
- Manigault, Arthur Middleton (1824–1886), Brigadegeneral
- Marmaduke, John Sappington (1833–1887), Generalmajor
- Marshall, Humphrey (1812–1872), Brigadegeneral
- Martin, James Green (1819–1878), Brigadegeneral
- Martin, William Thomas (1823–1910), Generalmajor
- Maury, Dabney Herndon (1822–1900), Generalmajor
- Maxey, Samuel Bell (1825–1895), Brigadegeneral
- McCausland, John (1836–1927), Brigadegeneral
- McComb, William (1828–1918), Brigadegeneral
- McCown, John Porter (1815–1879), Generalmajor
- McCulloch, Ben (1811–1862), Brigadegeneral
- McCulloch, Henry Eustace (1816–1895), Brigadegeneral
- McGowan, Samuel (1819–1897), Brigadegeneral
- McIntosh, James McQueen (1828–1862), Brigadegeneral
- McLaws, Lafayette (1821–1897), Generalmajor
- McNair, Evander (1820–1902), Brigadegeneral
- McRae, Dandridge (1829–1899), Brigadegeneral
- Mercer, Hugh Weedon (1808–1877), Brigadegeneral
- Miller, William (1820–1909), Brigadegeneral
- Moody, Young Marshall (1822–1866), Brigadegeneral
- Moore, John Creed (1824–1910), Brigadegeneral
- Moore, Patrick Theodore (1821–1883), Brigadegeneral
- Morgan, John Hunt (1825–1864), Brigadegeneral
- Morgan, John Tyler (1824–1907), Brigadegeneral
- Mouton, Jean Jacques Alfred Alexander (1829–1864), Brigadegeneral

## N
- Nelson, Allison (1822–1862), Brigadegeneral
- Nicholls, Francis Redding Tillou (1834–1912), Brigadegeneral
- Northrop, Lucius Bellinger (1811–1894), Brigadegeneral

## O
- O’Neal, Edward Asbury (1818–1890), Brigadegeneral

## P
- Page, Richard Lucian (1807–1901), Brigadegeneral
- Palmer, Joseph Benjamin (1825–1890), Brigadegeneral
- Parsons, Mosby Monroe (1822–1865), Brigadegeneral
- Paxton, Elisha Franklin (1828–1863), Brigadegeneral
- Payne, William Henry Fitzhugh (1830–1904), Brigadegeneral
- Peck, William Raine (1818–1871), Brigadegeneral
- Pegram, John (1832–1865), Brigadegeneral
- Pemberton, John Clifford (1814–1881), Generalleutnant
- Pender, William Dorsey (1834–1863), Generalmajor
- Pendleton, William Nelson (1809–1883), Brigadegeneral
- Perrin, Abner Monroe (1827–1864), Brigadegeneral
- Perry, Edward Aylesworth (1831–1889), Brigadegeneral
- Perry, William Flank (1823–1901), Brigadegeneral
- Pettigrew, James Johnston (1828–1863), Brigadegeneral
- Pettus, Edmund Winston (1821–1907), Brigadegeneral
- Pickett, George Edward (1825–1875), Generalmajor
- Pike, Albert (1809–1891), Brigadegeneral
- Pillow, Gideon Johnson (1806–1878), Brigadegeneral
- Prince de Polignac, Camille Armand Jules Marie (1832–1913), Generalmajor
- Polk, Leonidas (1806–1864), Generalleutnant
- Polk, Lucius Eugene (1833–1892), Brigadegeneral
- Posey, Carnot (1818–1863), Brigadegeneral
- Preston, John Smith (1809–1881), Brigadegeneral
- Preston, William (1816–1887), Brigadegeneral
- Price, Sterling (1809–1867), Generalmajor
- Pryor, Roger Atkinson (1828–1919), Brigadegeneral

## Q
- Quarles, William Andrew (1825–1893), Brigadegeneral

## R
- Rains, Gabriel James (1803–1881), Brigadegeneral
- Rains, James Edwards (1833–1862), Brigadegeneral
- Ramseur, Stephen Dodson (1837–1864), Generalmajor
- Horace Randal (1831–1864), Brigadegeneral
- Randolph, George Wythe (1818–1867), Brigadegeneral
- Ransom, Matt Whitaker (1826–1904), Brigadegeneral
- Ransom, Robert jr. (1828–1892), Generalmajor
- Reynolds, Alexander Welch (1816–1876), Brigadegeneral
- Reynolds, Daniel Harris (1832–1902), Brigadegeneral
- Richardson, Robert Vinkler (1820–1870), Brigadegeneral
- Ripley, Roswell Sabine (1823–1887), Brigadegeneral
- Roane, John Selden (1817–1867), Brigadegeneral
- Roberts, William Paul (1841–1910), Brigadegeneral
- Robertson, Beverly Holcombe (1827–1910), Brigadegeneral
- Robertson, Felix Huston (1839–1928), Brigadegeneral
- Robertson, Jerome Bonaparte (1815–1891), Brigadegeneral
- Roddey, Phillip Dale (1826–1897), Brigadegeneral
- Rodes, Robert Emmett (1829–1864), Generalmajor
- Ross, Lawrence Sullivan (1838–1898), Brigadegeneral
- Thomas Lafayette Rosser (1836–1910), Generalmajor
- Ruggles, Daniel (1810–1897), Brigadegeneral
- Rust, Albert (1818–1870), Brigadegeneral

## S
- St. John, Isaac Munroe (1827–1880), Brigadegeneral
- Sanders, John Caldwell Calhoun (1840–1864), Brigadegeneral
- Scales, Alfred Moore (1827–1892), Brigadegeneral
- Scott, Thomas Moore (1829–1876), Brigadegeneral
- Scurry, William Read (1821–1864), Brigadegeneral
- Sears, Claudius Wistar (1817–1891), Brigadegeneral
- Semmes, Paul Jones (1815–1863), Brigadegeneral
- Sharp, Jacob Hunter (1833–1907), Brigadegeneral
- Shelby, Joseph Orville (1830–1897), Brigadegeneral
- Shelley, Charles Miller (1833–1907), Brigadegeneral
- Shoup, Francis Asbury (1834–1896), Brigadegeneral
- Sibley, Henry Hopkins (1816–1886), Brigadegeneral
- Simms, James Phillip (1837–1887), Brigadegeneral
- Slack, William Yarnel (1816–1862), Brigadegeneral
- Slaughter, James Edwin (1827–1901), Brigadegeneral
- Smith, Edmund Kirby (1824–1893), General
- Smith, Gustavus Woodson (1822–1896), Generalmajor
- Smith, James Argyle (1831–1901), Brigadegeneral
- Smith, Martin Luther (1819–1866), Generalmajor
- Smith, Preston (1823–1863), Brigadegeneral
- Smith, Thomas Benton (1838–1923), Brigadegeneral
- Smith, William (1797–1887), Generalmajor
- Smith, William Duncan (1825–1862), Brigadegeneral
- Sorrel, Gilbert Moxley (1838–1901), Brigadegeneral
- Stafford, Leroy Augustus (1822–1864), Brigadegeneral
- Starke, Peter Burwell (1815–1888), Brigadegeneral
- Starke, William Edwin (1814–1862), Brigadegeneral
- Steele, William (1819–1885), Brigadegeneral
- Steuart, George Hume (1828–1903), Brigadegeneral
- Stevens, Clement Hoffman (1821–1864), Brigadegeneral
- Stevens, Walter Husted (1827–1867), Brigadegeneral
- Stevenson, Carter Littlepage (1817–1888), Generalmajor
- Stewart, Alexander Peter (1821–1908), Generalleutnant
- Stovall, Marcellus Augustus (1818–1895), Brigadegeneral
- Strahl, Otho French (1831–1864), Brigadegeneral
- Stuart, James Ewell Brown (1833–1864), Generalmajor

## T
- Taliaferro, William Booth (1822–1898), Brigadegeneral
- Tappan, James Camp (1825–1906), Brigadegeneral
- Taylor, Richard (1826–1879), Generalleutnant
- Taylor, Thomas Hart (1825–1901), Brigadegeneral
- Terrill, James Barbour (1838–1864), Brigadegeneral
- Terry, William (1824–1888), Brigadegeneral
- Terry, William Richard (1827–1897), Brigadegeneral
- Thomas, Allen (1830–1907), Brigadegeneral
- Thomas, Bryan Morel (1836–1905), Brigadegeneral
- Thomas, Edward Lloyd (1825–1898), Brigadegeneral
- Tilghman, Lloyd (1816–1863), Brigadegeneral
- Toombs, Robert Augustus (1810–1885), Brigadegeneral
- Toon, Thomas Fentress (1840–1902), Brigadegeneral
- Tracy, Edward Dorr (1833–1863), Brigadegeneral
- Trapier, James Heyward (1815–1865), Brigadegeneral
- Trimble, Isaac Ridgeway (1802–1888), Generalmajor
- Tucker, William Feimster (1827–1881), Brigadegeneral
- Twiggs, David Emanuel (1790–1862), Generalmajor
- Tyler, Robert Charles (1832–1865), Brigadegeneral

## V
- Vance, Robert Brank (1828–1899), Brigadegeneral
- Van Dorn, Earl (1820–1863), Generalmajor
- Vaughan, Alfred Jefferson jr. (1830–1899), Brigadegeneral
- Vaughn, John Crawford (1824–1875), Brigadegeneral
- Villepigue, John Bordenave (1830–1862), Brigadegeneral

## W
- Walker, Henry Harrison (1832–1912), Brigadegeneral
- Walker, James Alexander (1832–1901), Brigadegeneral
- Walker, John George (1822–1893), Generalmajor
- Walker, Leroy Pope (1817–1884), Brigadegeneral
- Walker, Lucius Marshall (1829–1863), Brigadegeneral
- Walker, Reuben Lindsay (1827–1890), Brigadegeneral
- Walker, William Henry Talbot (1816–1864), Generalmajor
- Walker, William Stephen (1822–1899), Brigadegeneral
- Wallace, William Henry (1827–1901), Brigadegeneral
- Walthall, Edward Cary (1831–1898), Generalmajor
- Waterhouse, Richard (1832–1876), Brigadegeneral
- Watie, Stand (1806–1871), Brigadegeneral
- Waul, Thomas Neville (1813–1903), Brigadegeneral
- Wayne, Henry Constantine (1815–1883), Brigadegeneral
- Weisiger, David Addison (1818–1899), Brigadegeneral
- Wharton, Gabriel Colvin (1824–1906), Brigadegeneral
- Wharton, John Austin (1828–1865), Generalmajor
- Wheeler, Joseph (1836–1906), Generalmajor
- Whitfield, John Wilkins (1818–1879), Brigadegeneral
- Whiting, William Henry Chase (1824–1865), Generalmajor
- Wickham, Williams Carter (1820–1888), Brigadegeneral
- Wigfall, Louis Trezevant (1816–1874), Brigadegeneral
- Wilcox, Cadmus Marcellus (1824–1890), Generalmajor
- Williams, John Stuart (1818–1898), Brigadegeneral
- Wilson, Claudius Charles (1831–1863), Brigadegeneral
- Winder, Charles Sidney (1829–1862), Brigadegeneral
- Winder, John Henry (1800–1865), Brigadegeneral
- Wise, Henry Alexander (1806–1876), Brigadegeneral
- Withers, Jones Mitchell (1814–1890), Generalmajor
- Wofford, William Tatum (1824–1884), Brigadegeneral
- Wood, Sterling Alexander Martin (1823–1891), Brigadegeneral
- Wright, Ambrose Ransom (1826–1872), Generalmajor
- Wright, Marcus Joseph (1831–1922), Brigadegeneral

## Y
- York, Zebulon (1819–1900), Brigadegeneral
- Young, Pierce Manning Butler (1836–1896), Generalmajor
- Young, William Hugh (1838–1901), Brigadegeneral

## Z
- Zollicoffer, Felix Kirk (1812–1862), Brigadegeneral